# Värmlandsfrullania
Värmlandsfrullania (Frullania oakesiana) är en levermossart som beskrevs av Aust.. Värmlandsfrullania ingår i släktet frullanior, och familjen Frullaniaceae. Enligt den finländska rödlistan är arten akut hotad i Finland. Enligt den svenska rödlistan är arten starkt hotad i Sverige. Arten förekommer i Svealand. Artens livsmiljö är andra skuggiga klippor.